# Natalie Cook
Natalie Cook, född 19 januari 1975 i Townsville, Queensland, är en australisk professionell beachvolleybollspelare och olympisk guldmedaljör. Hon vann brons i de olympiska sommarspelen 1996 i Atlanta tillsammans med Kerri Pottharst, första gången som sporten var med i de olympiska spelen. Samma år vann hon VM-silver. Samma par vann vid OS 2000 guld, och båda mottog då Order of Australia, samt upptogs i Fédération Internationale de Volleyballs "årtiondets lag".
Pottharst slutade efter OS, och Cook började spela med Nicole Sanderson som hon tog ett VM-brons med 2003, och var rankade fyra i världen. De lyckades inte ta en medalj i OS 2004, och med den nya partnern Tamsin Barnett slutade hon femma i OS 2008. I OS 2012 lyckades hon inte heller ta en medalj, men blev genom sitt deltagande den enda volleybollspelare som deltagit i alla fem olympiska spel sedan spelen startade, samt den första australiska kvinna att delta i fem olympiska spel. Cook bor på Tasmanien och är gift med beachvolleybollspelaren Sarah Maxwell.